# 斜角

斜角(上図)と面取り(下図)

斜角（しゃかく、英: bevel）とは、直角や平角でない角(かど)。橋では斜橋の種類を二分する。注射針などの針の先端の角をも表すが、医療分野では外来語としてベベルが用いられることが多い。